# Augustin Danyzy
Augustin Hyacinthe Danyzy (né le 5 mai 1698 à Avignon et mort le 27 février 1777 à Montpellier) est un professeur de mathématiques et d'hydrographie surtout connu pour ses recherches sur les modes de ruine des voûtes en pierre (voir plus bas). Ces recherches ont montré la validité de la théorie de Pierre Couplet de Tartereaux exposée dans deux mémoires de l'Académie royale des sciences en 1729 et 1731 sur le mode de renversement des voutes.

## Biographie
Danyzy est un élève du mathématicien Jean de Clapiès (1670–1740). Il est membre de l'Académie des sciences et lettres de Montpellier. Avec François de Plantade et Clapiès, il est chargé en 1728 de faire la description géographique de la province de Languedoc.
Danyzy effectue de nombreuses observations astronomiques et devient titulaire de la chaire de mathématiques et d'hydrographie lors de son rattachement à la société en 1764. Il contribue à la réalisation des cartes des diocèses suivants, tous dans le Languedoc : Alais, Lodève, Mende, Montpellier et Nîmes. En 1772, accompagné de son fils Jean-Hippolyte, il se rend en Aragon pour étudier un système d'arrosage à établir dans les plaines.
Jean-Hippolyte succède en 1783 à la chaire de mathématiques et d'hydrologie à Pierre Cusson, médecin et botaniste, lui-même successeur de son père.

## Contribution
Ce que l'histoire retient surtout de Danyzy, c'est sa contribution à la théorie des voûtes, utilisée notamment dans la construction des ponts en maçonnerie.
Il réalise plusieurs expériences visant à caractériser la résistance des voutes en considérant leur mode de ruine ; pour cela, il effectue des expériences sur des voutes formées de petits voussoirs en plâtre. C'est Amédée François Frézier qui, en 1739, fait connaître le résultat de ce travail, l'une des principales sources de la théorie des voûtes de Charles-Augustin Coulomb ; le mémoire de Danyzy ne sera publié qu'en 1778.

## Œuvres (liste partielle)
- « Méthode générale pour déterminer la résistance qu'il faut opposer à la poussée des voûtes », dans Histoire de la Société des Sciences établie à Montpellier, 1732, no 2, p. 40–56
- « Remarques sur la construction des différents baromètres », Histoire de la Société royale des sciences établie à Montpellier, vol. 2, 1778, p. 185
- « Sur la poussée des voûtes », Histoire de la Société royale des sciences établie à Montpellier, vol. 2, 1778, p. 203

Danyzy a aussi fait, avec un ou deux de ses collègues de l'académie, des observations d'éclipses, rapportées dans les mémoires.

## Honneur
L'astéroïde (225711) Danyzy porte son nom.